# Głowica (broń biała)
Głowica – element konstrukcyjny broni białej stanowiący zakończenie rękojeści, a w przypadku broni obuchowej jej główna część służąca do rażenia przeciwnika.

## Element rękojeści
W typach broni białej wyposażonych w rękojeść, głowica stanowi zakończenie jej trzonu. Mogła być zarówno pogrubioną częścią trzonu, bądź wykonana oddzielnie i zakuwana na trzpieniu. Formy głowic były bardzo zróżnicowane, od najprostszych jednoczęściowych (kulistych, owalnych, wielobocznych) do wieloczęściowych, czasem bogato zdobionych, także w postaci stylizowanych figur np. głowy ptasiej. Służyły jako oparcie dla dłoni i niekiedy jako przeciwwaga dla głowni. W przypadku niektórych technik szermierczych wykonywano również ciosy głowicą (jako zaimprowizowaną bronią obuchową).

## W broni obuchowej
W broni obuchowej głowica jest grubym i masywnym zakończeniem trzonu, stanowiąc główny „element bojowy” broni. Może mieć formę kulistą (jak w buławie) lub wielokątną (młot bojowy), mieć kolce (np. młot lucereński) lub pióra (buzdygan).